# てんこもり
『てんこもり!』は、2003年4月12日から2006年1月21日までテレビ朝日で不定期（原則として土曜15:30 - 16:25）に放映されていたバラエティ番組である。同局の近日放送番組を紹介するエンタメ情報番組。この番組では別名 視聴者獲得バラエティ番組と 呼んでいる。

## 番組概要
3組の出演者（お笑い）が宣伝マンとしてある番組の現場に向かい、司会や出演者にインタビューする。その中で番組の見所などを説明してもらう。宣伝マンが番組コーナーのゲームに挑戦することもあった。この一連の模様を録ったVTRをバーチャル視聴者と呼ばれる会場の女性視聴者が批評した。番組最後に行われる視聴者獲得バトルの投票数で勝敗が決まる。出演者はTVのウラ側を徹底調査し、スクープを狙うことが求められていた。また、これとは別に毎回ゲストによるトークも展開されていた。
例外として、2005年12月26日の月曜24:35 - 26:10に『てんこもり!視聴率名場面大賞2005』と題して放送。この日はいつもの関東ローカルでなく、山形テレビでも放送されていた。

## 放送日時
| 回 | 放送日         | 放送時間     | ゲスト（特別版のみ付記）                                                   |
| -- | -------------- | ------------ | -------------------------------------------------------------------------- |
| 1  | 2003年04月12日 | 16:00～16:55 | ---                                                                        |
| 2  | 2003年05月10日 | 16:00～16:55 | ---                                                                        |
| 3  | 2003年06月14日 | 14:55～15:55 | ---                                                                        |
| 4  | 2003年09月06日 | 13:25～14:25 | ---                                                                        |
| 5  | 2003年09月13日 | 10:45～11:45 | ---                                                                        |
| 6  | 2003年10月11日 | 15:30～16:25 | ---                                                                        |
| 7  | 2003年11月15日 | 14:55～15:55 | ---                                                                        |
| 8  | 2004年01月24日 | 15:30～16:25 | ---                                                                        |
| 9  | 2004年02月07日 | 15:30～16:25 | ---                                                                        |
| 10 | 2004年03月13日 | 15:30～16:25 | ---                                                                        |
| 11 | 2004年04月10日 | 15:30～16:25 | ---                                                                        |
| 12 | 2004年05月08日 | 15:30～16:25 | ---                                                                        |
| 13 | 2004年06月26日 | 15:30～16:25 | ---                                                                        |
| 14 | 2004年07月17日 | 15:30～16:25 | ---                                                                        |
| 15 | 2004年08月14日 | 15:30～16:25 | ---                                                                        |
| 16 | 2004年09月18日 | 15:30～16:25 | ---                                                                        |
| 17 | 2004年09月25日 | 15:30～16:25 | ---                                                                        |
| 18 | 2004年10月09日 | 15:00～16:25 | ---                                                                        |
| 19 | 2004年11月06日 | 15:30～16:25 | ---                                                                        |
| 20 | 2005年02月12日 | 13:55～14:55 | ---                                                                        |
| 21 | 2005年03月19日 | 15:30～16:25 | ---                                                                        |
| 22 | 2005年04月02日 | 15:30～16:25 | ---                                                                        |
| 23 | 2005年05月14日 | 15:30～16:25 | ---                                                                        |
| 24 | 2005年06月25日 | 15:30～16:25 | ---                                                                        |
| 25 | 2005年08月13日 | 15:30～16:25 | ---                                                                        |
| 26 | 2005年08月27日 | 13:55～14:55 | ---                                                                        |
| 27 | 2005年10月01日 | 16:00～16:55 |                                                                            |
| 28 | 2005年11月19日 | 15:30～16:25 |                                                                            |
| 29 | 2005年12月26日 | 24:35～26:10 | ケンドーコバヤシ、次長課長、スピードワゴン、三倉茉奈・佳奈、安田大サーカス |
| 30 | 2006年01月05日 | 09:55～10:30 | 土田晃之、橋本志穂、丸山和也                                               |
| 31 | 2006年01月06日 | 09:55～10:30 | 土田晃之、橋本志穂、丸山和也                                               |
| 32 | 2006年01月21日 | 14:25～15:25 | ---                                                                        |

## 出演者

### 司会
- 勝俣州和
- 石井希和（当時テレビ朝日アナウンサー）

### 過去の出演者
- 堂真理子（同上）

### 過去の出演者（お笑い）
※ VTR出演を除く
- 青木さやか
- アンジャッシュ
- アンタッチャブル
- 井上マー
- 江戸むらさき
- おぎやはぎ
- 出川哲朗
- 上島竜兵（ダチョウ倶楽部）
- アメリカザリガニ
- お～い!久馬
- 劇団ひとり
- 三瓶
- 次長課長
- スピードワゴン
- 竹山隆範
- トータルテンボス
- バッファロー吾郎
- まちゃまちゃ
- 安田大サーカス
- よゐこ
- だいたひかる
- あびる優

ほか

### バーチャル視聴者代表（ゲスト）
- いとうまい子
- インリン・オブ・ジョイトイ
- 加藤貴子
- 菊川怜
- 木村多江
- 宅麻伸
- 名取裕子
- 奈美悦子
- 平山あや

ほか

## コーナー
- 視聴者獲得バトル

バーチャル視聴者と呼ばれる会場の女性視聴者とバーチャル視聴者代表（ゲスト）合わせて50人が各出演者（お笑い）の企画VTRを見て、どの番組を見たくなったか手元にあるボタンを押して投票する。獲得数が1位になった宣伝マンはトップ宣伝マンとなり、賞品として5万円分の商品券を獲得できた。また、商品券は視聴者プレゼントの対象にもなっていた。
- ニュースてんこもり!

宣伝マンが担当する番組以外の情報、映画や舞台などのエンタメを紹介した。
ナレーター - 萩野志保子（テレビ朝日アナウンサー）、石井希和（左に同じ）、井上マー

## スタッフ
- ナレーター：奥田民義、平井誠一
- 構成：峯一雄、鶴芳郎、北本かつら、田中大祐、山下直美
- SW：古橋稔
- CAM：時田将光、清水美保、本間盛幸、清田忠彦、小鮒広樹、今川愛、藤原朋巳、山口崇、斎藤匡、雨森貴之、廣瀬義幸、高橋広
- AUD：柳原健司、坊上雄一郎
- LD：伊藤直哉
- VE：東那美（テイクシステムズ）
- VTR：渡邉由香、木村朋宏、大沢広（テイクシステムズ）
- ロケ技術：志水敏明（千代田ビデオ）
- 美術：森永牧子、上阪律雄
- CG：福田隆行、丹羽央幸
- 大道具：井戸元洋
- 電飾：松村真一、大桃昇
- モニター：鈴木久
- 編集：植本直治
- オフライン編集：足立広
- MA：堀博勝（パッチワーク）、OMNIBUS JAPAN
- 音効：斉藤信之（J-WORKS）
- TK：五十嵐貴子
- 音楽協力：テレビ朝日ミュージック
- 制作協力：vivia、TOKYO NETWORK、東映京都撮影所、OMNIBUS JAPAN
- リサーチ：高橋秀一
- AD：町田洋昌、浪岡敦子、森重詠子、国玉靖仁、竹内亨、飯野晋太郎
- AP：小林昌生
- ディレクター - 井熊俊博、海老沢和也、島田勇夫、陣川友裕、宮崎一孝、熊沢謙一、膳亀由香、松尾和人、小浜隆、阿部核哉／中澤誠二
- プロデューサー・ディレクター：山川秀樹
- チーフプロデューサー：金沢昭吾
- 制作著作：テレビ朝日